# 竹野海岸
竹野海岸（たけのかいがん）は、兵庫県豊岡市にある岩礁海岸。山陰海岸国立公園に属する。兵庫県北部の日本海に面する但馬海岸の東部、平井の鼻から浜須井までの海岸を指す。西の境界、豊岡市と香美町の境界が竹野海岸と香住海岸の境界とされる。竹野海岸のそのほぼ中央に位置する竹野浜の東は岩礁海岸が連続し、西は岩礁海岸に砂浜が点在する。

## 海岸線
（東：日和山海岸）
- 平井の鼻
- 宇日流紋岩の流理 - 兵庫県指定天然記念物
- 冠島
- 篭島
- 竹野浜 - 日本の渚百選
- 竹野温泉
- 猫崎 - 兵庫県最北端の岬。賀嶋公園、波食甌穴群
- 弁天浜海水浴場 - キャンプ場
- 庵蛇浜
- 大浦海中公園
  - 竹野スノーケルセンター・ビジターセンター - 日本最初の環境省のスノーケルセンター
- 淀の洞門
- 切浜海水浴場 - 休暇村竹野海岸
- はさかり岩 - 兵庫県指定天然記念物
- 浜須井海水浴場

（西：香住海岸）

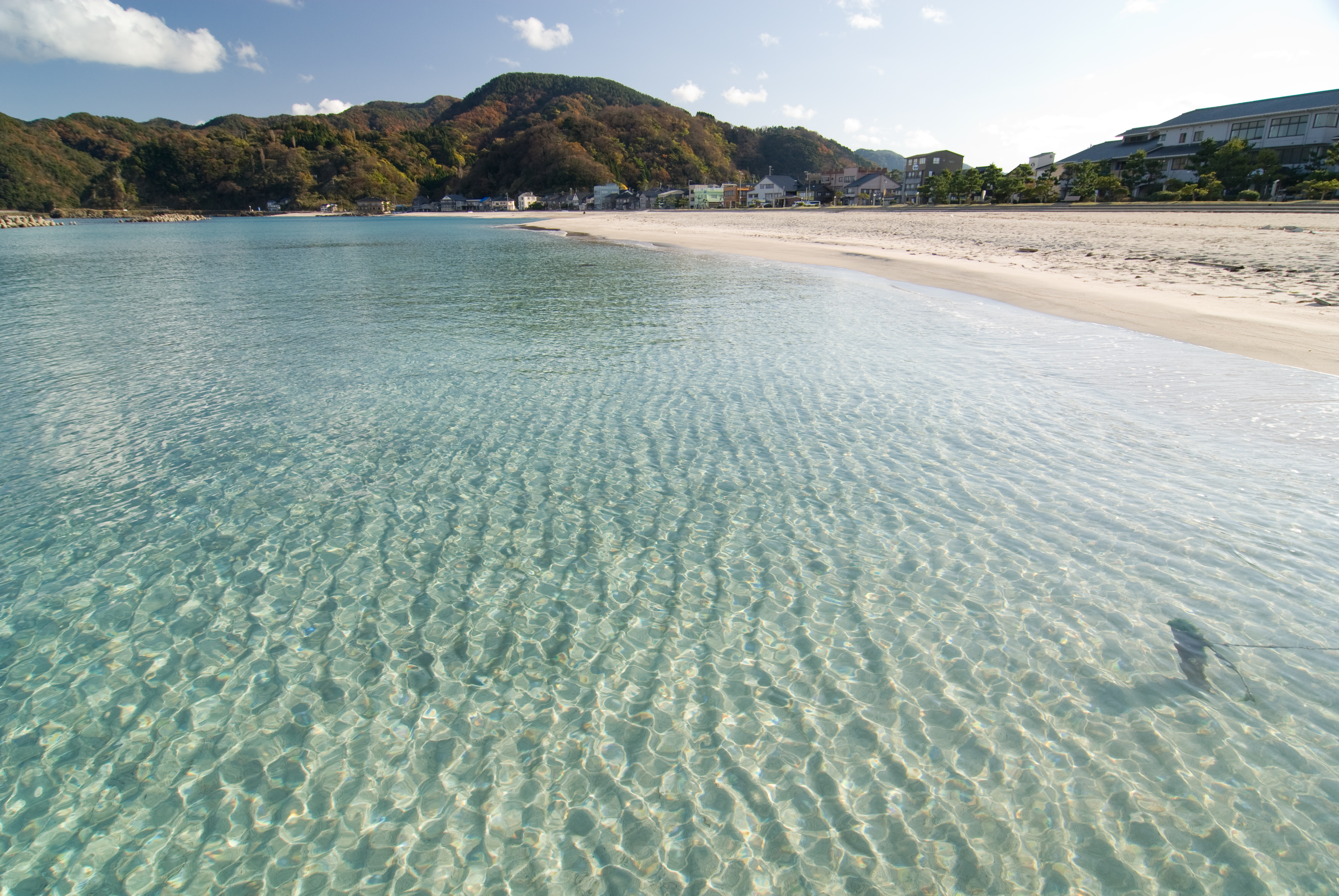
竹野浜
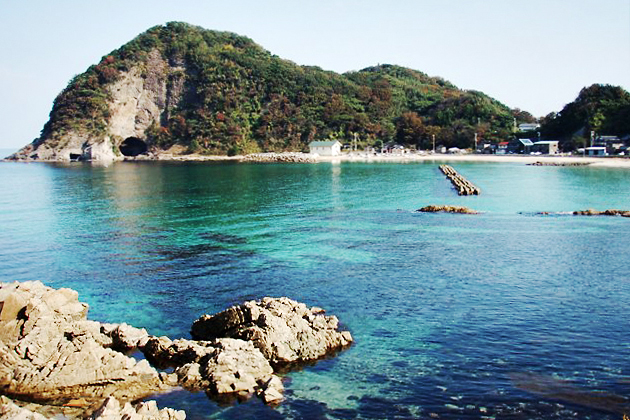
淀の洞門
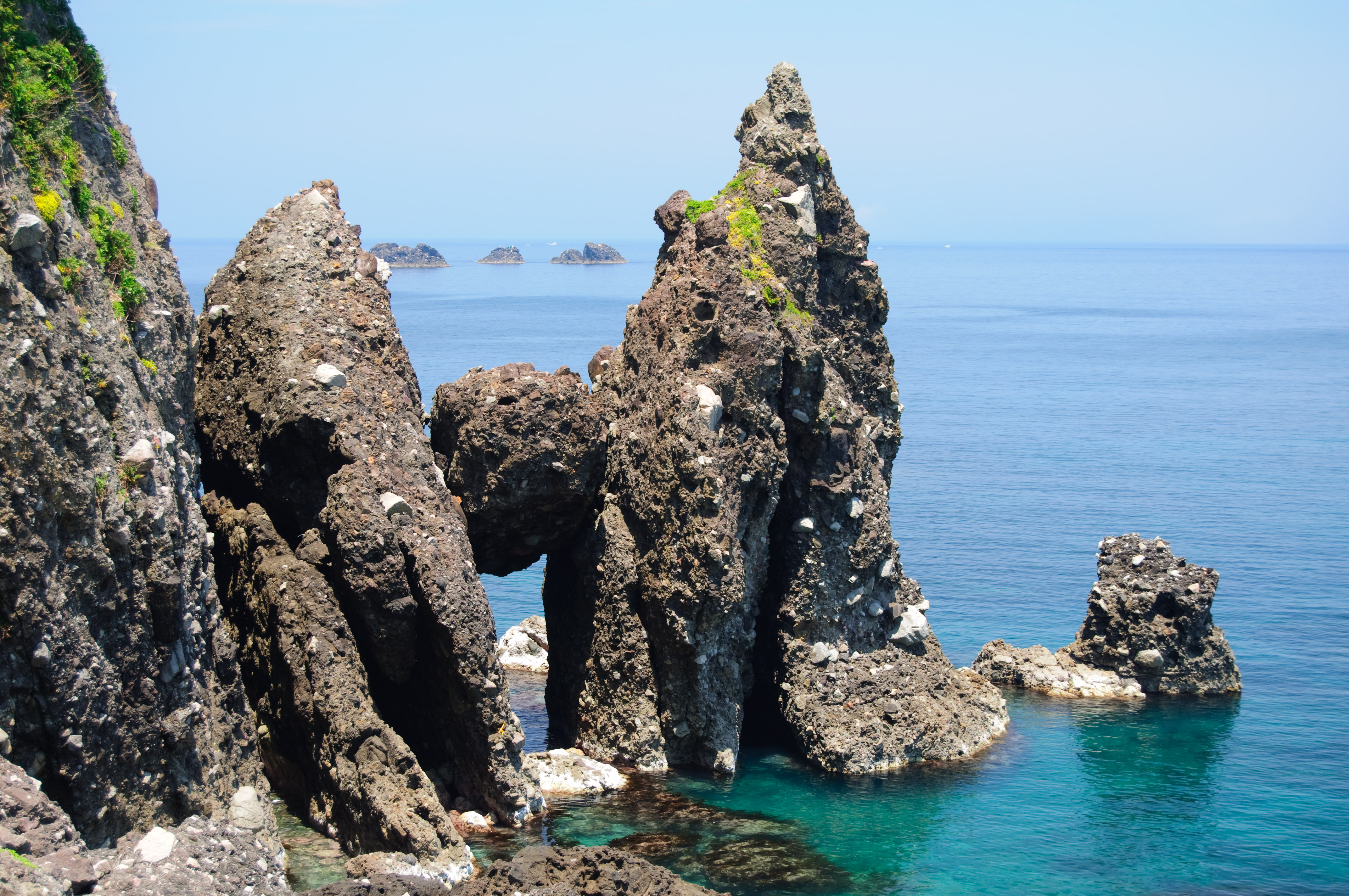
はさかり岩
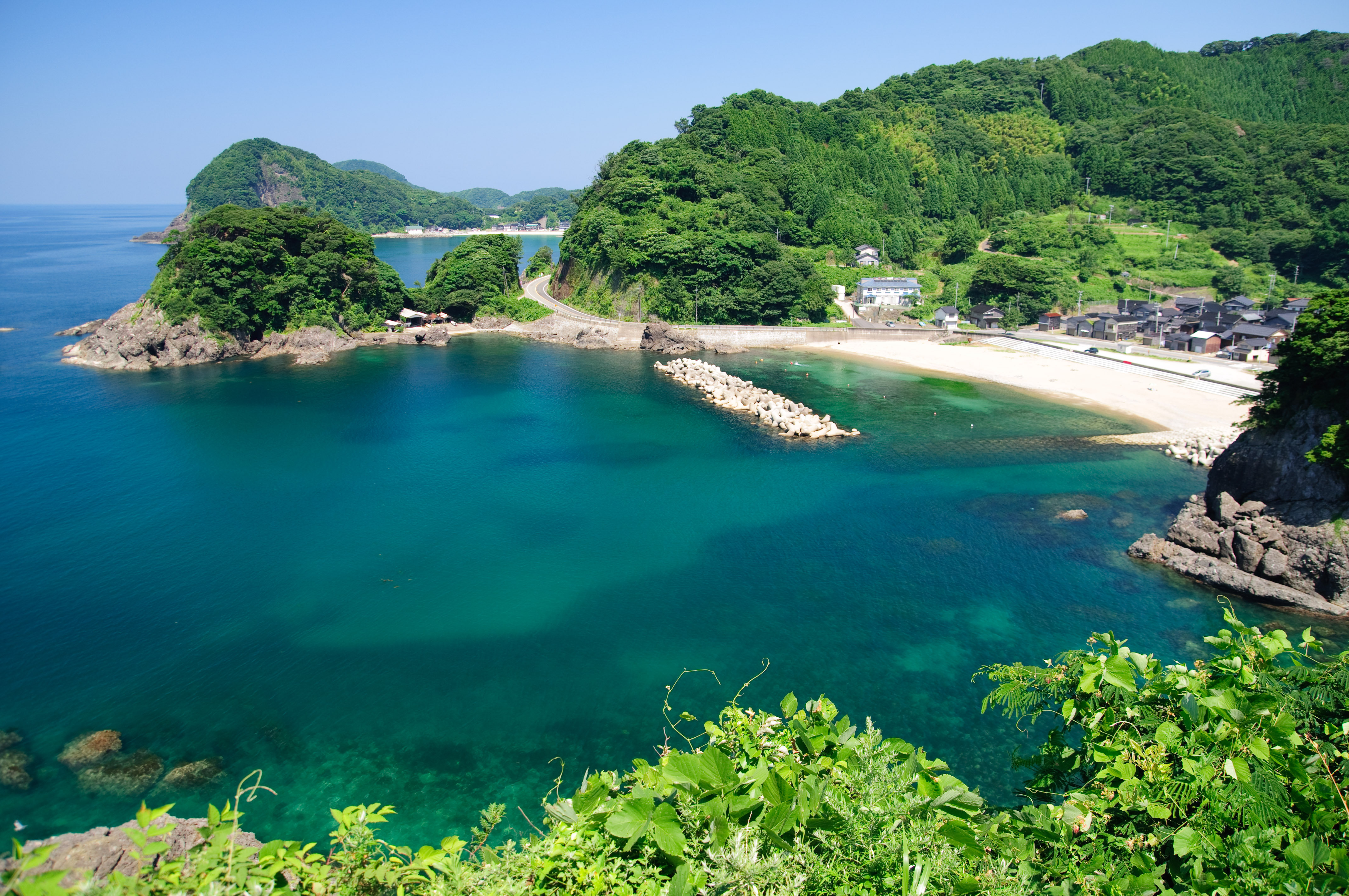
浜須井海水浴場

## 基本情報
- 所在地 - 兵庫県豊岡市竹野町

## 交通アクセス
- JR山陰本線 豊岡駅・竹野駅から全但バスまたは豊岡市営バス・イナカー竹野海岸線

## 周辺
- 城崎温泉
- 玄武洞
- 神鍋高原